# Neivamyrmex opacithorax
Neivamyrmex opacithorax é uma espécie de formiga do gênero Neivamyrmex.